# Unterwalden

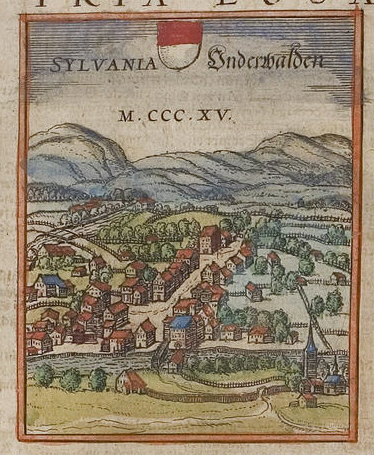
Unterwalden, vom Blatt der Dreizehn Alten Orte der Schweiz.

Unterwalden ist der Name des Gebietes, das aus den beiden Schweizer Kantonen Nidwalden und Obwalden besteht. In der Alten Eidgenossenschaft war Unterwalden neben Appenzell einer der beiden «Orte mit geteilter Standesstimme».
«Unter-» im Namen «Unterwalden» ist nicht das Gegenteil von «ober-», sondern hat die Bedeutung «zwischen». Entsprechend lautete der Name im Spätmittelalter auf Lateinisch Inter Silvas, also «zwischen den Wäldern».
Unterwalden gehörte zu den Waldstätten und war neben Uri und Schwyz einer der drei Urkantone der Eidgenossenschaft. Der Bundesbrief von 1291, eines der frühen Bündnisdokumente auf dem Gebiet der Alten Eidgenossenschaft, zählt jedoch Uri, Schwyz und ein «unteres Tal» (vallis inferioris) auf. Damit könnte Nidwalden oder gemäss Roger Sablonier auch das Urserental gemeint sein. In der Beschreibung des Rütlischwurs im Weissen Buch von Sarnen tritt ein Obwaldner Bauer (später als Arnold von Melchtal benannt) als dritter Schwörender zu Walter Fürst von Uri und Werner Stauffacher von Schwyz.
Die Halbkantone der modernen Eidgenossenschaft hiessen im 19. und 20. Jahrhundert offiziell «Unterwalden ob dem Wald» und «Unterwalden nid dem Wald». Mit der Bundesverfassung von 1999 wurden diese Bezeichnungen seitens des Bundes aufgegeben. Die heute noch gültige Kantonsverfassung Obwaldens von 1968 (wie schon die Verfassungen von 1850, 1867 und 1902) trug den Namen «Verfassung des Kantons Unterwalden ob dem Wald» noch bis 2007, als sie in «Verfassung des Kantons Obwalden» umbenannt wurde. Nidwalden vollzog den entsprechenden Schritt 2010.

## Siegel, Wappen und Banner
In den Feldzügen der Alten Eidgenossenschaft mussten die Nidwaldner ihr Banner dem Obwaldner Banner «unterschlagen», und das Banner Obwaldens galt als Banner von Unterwalden innerhalb der Eidgenossenschaft. Dieses Banner war einfach in rot und weiss geteilt, mit dem eidgenössischen schwebenden weissen Kreuz im roten Feld. Belege für das rot-weisse Unterwaldner Banner, die vor das 15. Jahrhundert zurückreichen, fehlen; es spricht aber auch nichts dagegen, dass das Banner, ähnlich wie das Banner von Uri, auf das 14. oder gar das späte 13. Jahrhundert zurückgehen könnte. In der Tschachtlanchronik (um 1470) ist das Unterwaldner Banner im eidgenössischen Lager vor Arbedo (1422) dargestellt.
Wichtig für die Fahnengeschichte beider Talschaften ist das Nidwaldner Fahnenbuch von 1741, eine Aufstellung der damals bekannten Feldzeichen zusammen mit der Überlieferung zu ihrer Herkunft und Bedeutung. Dabei ist das älteste erhaltene Banner Unterwaldens, heute im Besitz Nidwaldens, vermutlich ursprünglich ein Obwaldner Feldzeichen aus den Burgunderkriegen, das laut dem Verzeichnis von 1741 ausserdem an der Schlacht bei Kappel geführt wurde. Unterwalden (Unterwalden ob und nid dem Kernwald) erhielt 1487 von König Maximilian ein Bannerprivileg, das ihnen erlaubte, auf ihrem Banner das Bild des Gekreuzigten mit Maria und Johannes  zu führen. Das Juliusbanner von 1512 ist erhalten und wird im Historischen Museum in Sarnen aufbewahrt. Zusätzlich zur Abbildung des Gekreuzigten mit Maria und Johannes im Eckquartier hat dieses Banner in der Mitte des oberen (roten) Feldes die reich gestickte und applizierte Figur des heiligen Petrus, wobei Gesicht und Hände gemalt sind. Petrus steht auf blumigem Wiesengrund, er trägt ein blaues Gewand mit grünlichen Ärmeln und hellrot gefüttertem gelben Mantel. In seiner Rechten hält er einen silbernen Doppelschlüssel mit goldenem Griff. In dieser Figur erscheint der Schlüssel Petri aus dem Siegel Unterwaldens zum ersten Mal auf einem Banner und wird erstmals als Doppelschlüssel dargestellt. Andere Banner Obwaldens sind nicht erhalten, bloss einige rot-weisse Landesfahnen aus dem 16. bis 18. Jahrhundert. In den Standesscheiben des 16. Jahrhunderts wird Unterwalden das rot-weisse Obwaldner Banner gezeigt (mit Kreuzigungsszene im Eckquartier, aber ohne die Figur Petri aus dem Juliusbanner), zusammen mit zwei Wappenschilden, ein einfach in rot und weiss geteiltes Wappen für Obwalden, und der weisse Doppelschlüssel im roten Feld für Nidwalden. Die Kombination der beiden Wappen, das geteilte Feld für Obwalden und der Doppelschlüssel für Nidwalden in verwechselten Farben, taucht erstmals um 1630 auf und wird bis zur Einführung des modernen Wappens 1816 geführt.

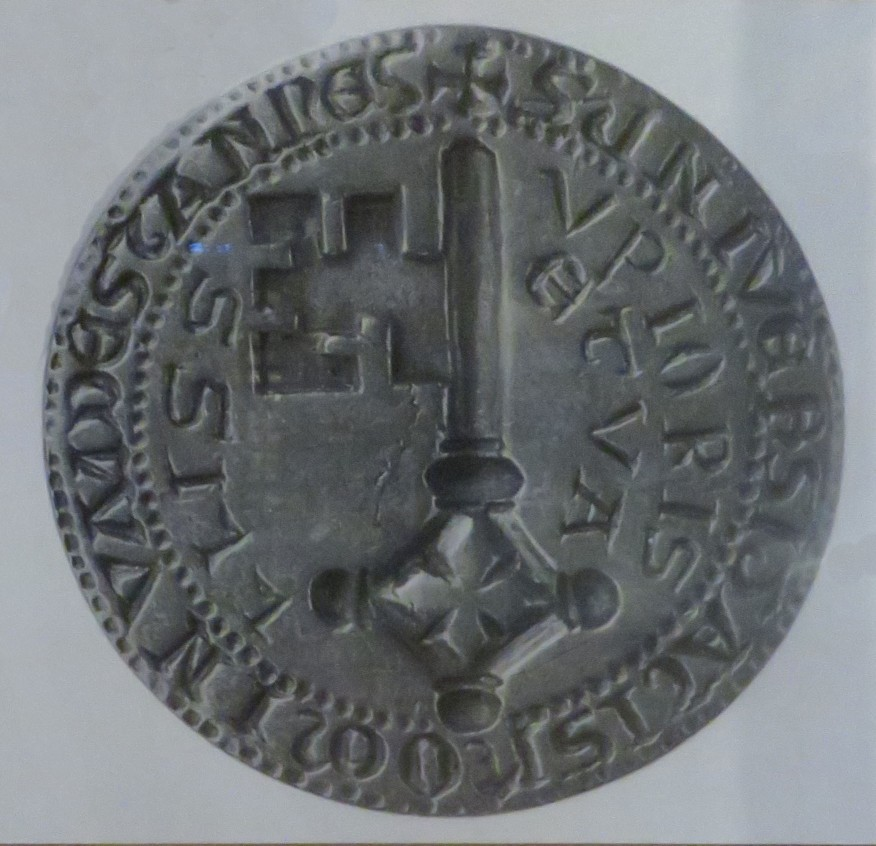
Siegel von Unterwalden von 1240, mit der ergänzten Inschrift et vallis superioris (deutsch: und des oberen Tals = Obwalden)
Wappen von Unterwalden als eidgenössischer Ort (identisch mit dem Solothurner Wappen) vom 14. bis zum 17. Jahrhundert
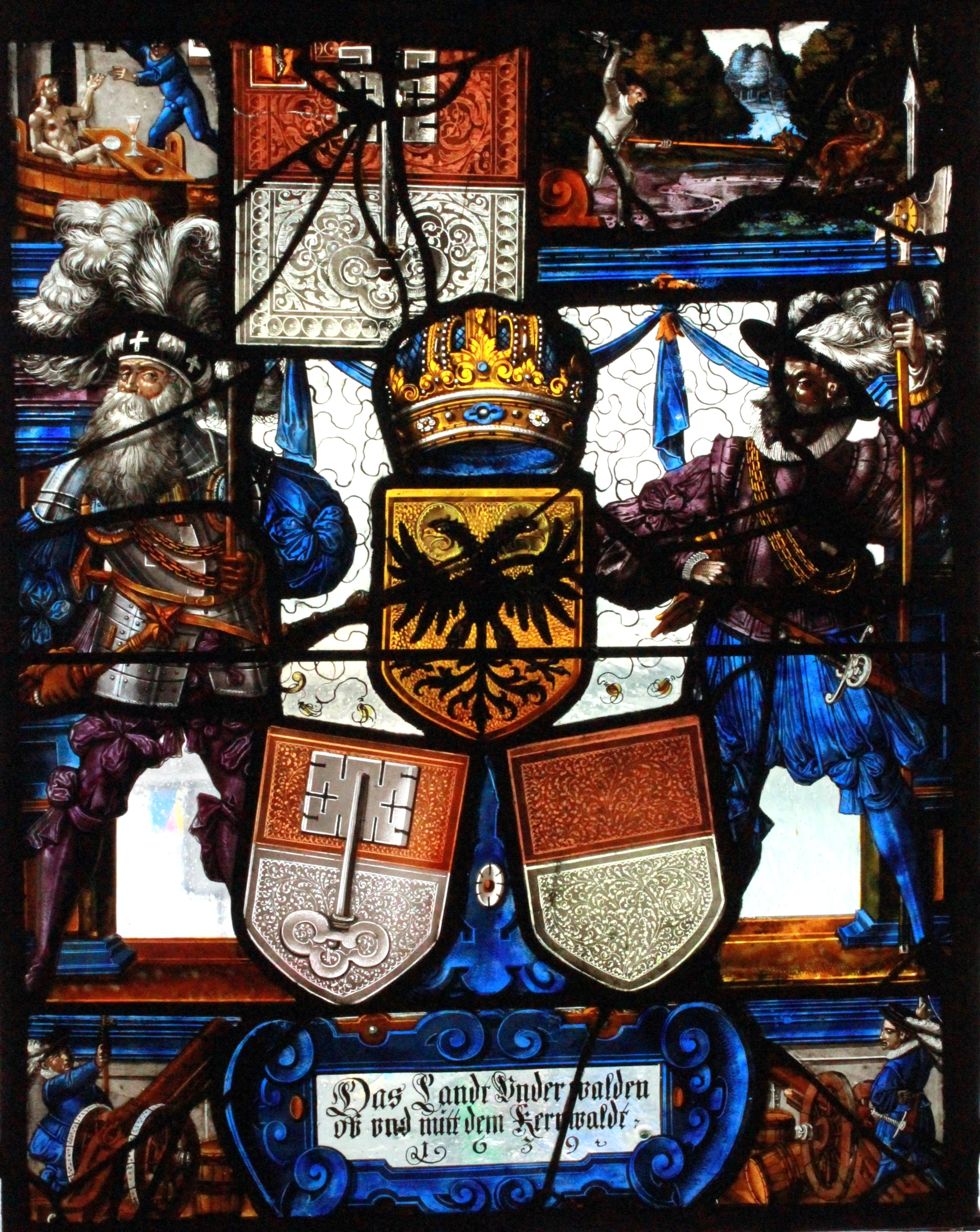
Das Landt Underwalden ob und nitt dem Kernwaldt (Standesscheibe 1639).
Wappen von Unterwalden mit Doppelschlüssel in verwechselten Farben, verwendet vom frühen 17. bis ins frühe 19. Jahrhundert.
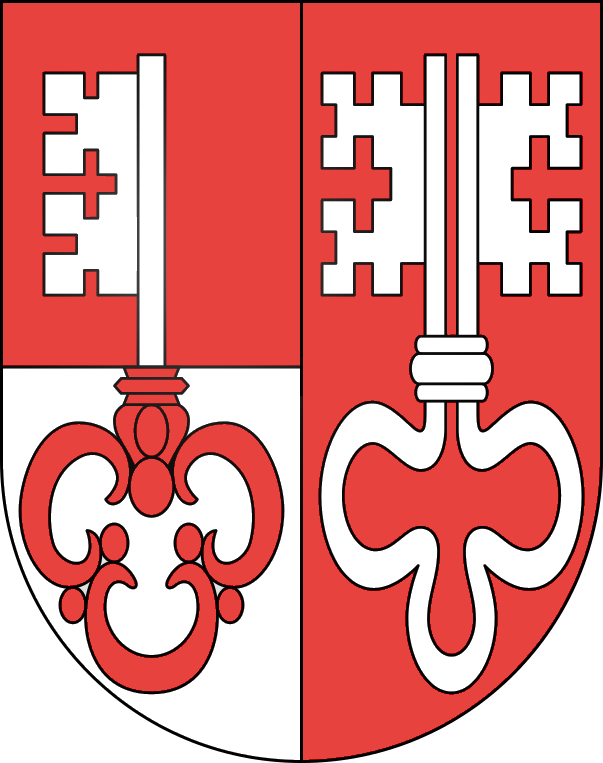
Gemeinsames Wappen für Unterwalden nach Beschluss der Tagsatzung vom 12. August 1816.
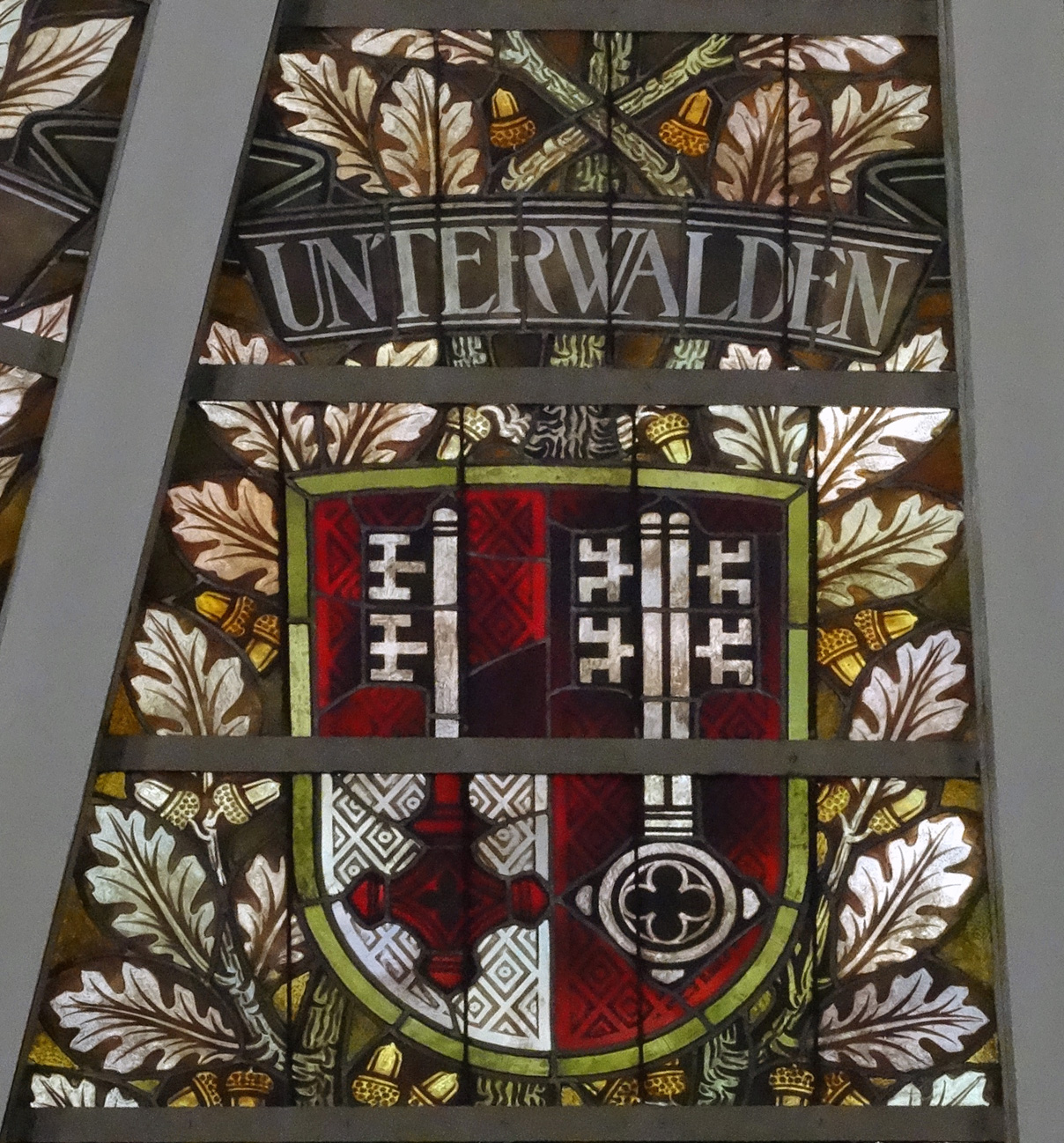
Glasmalerei aus dem Jahre 1901 in der Kuppel des Bundeshauses